# Ilattia stellata
Ilattia stellata är en fjärilsart som beskrevs av Butler 1878. Ilattia stellata ingår i släktet Ilattia och familjen nattflyn. Inga underarter finns listade i Catalogue of Life.